# Erwin von Steinbach
Erwin von Steinbach (ur. ok. 1244, zm. 17 stycznia 1318) – niemiecki architekt, główny budowniczy katedry w Strasburgu.

## Życiorys
Prawdopodobnie pochodził z okolic Steinbach koło Baden-Baden. Jego synowie i wnukowie (Johannes, Gerlach, Kuntze) byli architektami.
Erwinowi von Steinbach powierzono budowę fasady Katedry Notre-Dame w Strasburgu około roku 1277. Pracował nad budową aż do swej śmierci w 1318 r. Kontynuował jego pracę syn Erwin w drugiej ćwierci XIV w. Przypisuje mu się autorstwo oktagonalnej wieży północnej. Druga kondygnacja wież powstała przy udziale jego drugiego syna Johna. Nazwiska Erwina, jego żony Husy oraz syna Johna widnieją na epitafium katedralnym.

## Znaczenie
Nazwisko Steinbacha stało się słynne dzięki poematowi Goethego O architekturze niemieckiej z 1772 roku. W 16 stronicowym pamflecie poeta czasów Sturm und Drang opiewa chwałę niemieckiej myśli i ducha narodowego. Dzieło Goethego wychwalające Steibacha było inspiracją dla późniejszych głosicieli odnowy religijnej.

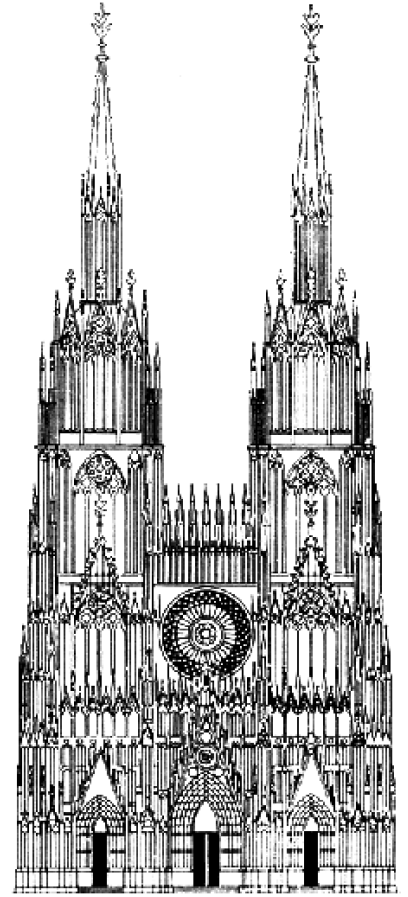
Erwin von Steinbach, projekt fasady katedry w Strasburgu
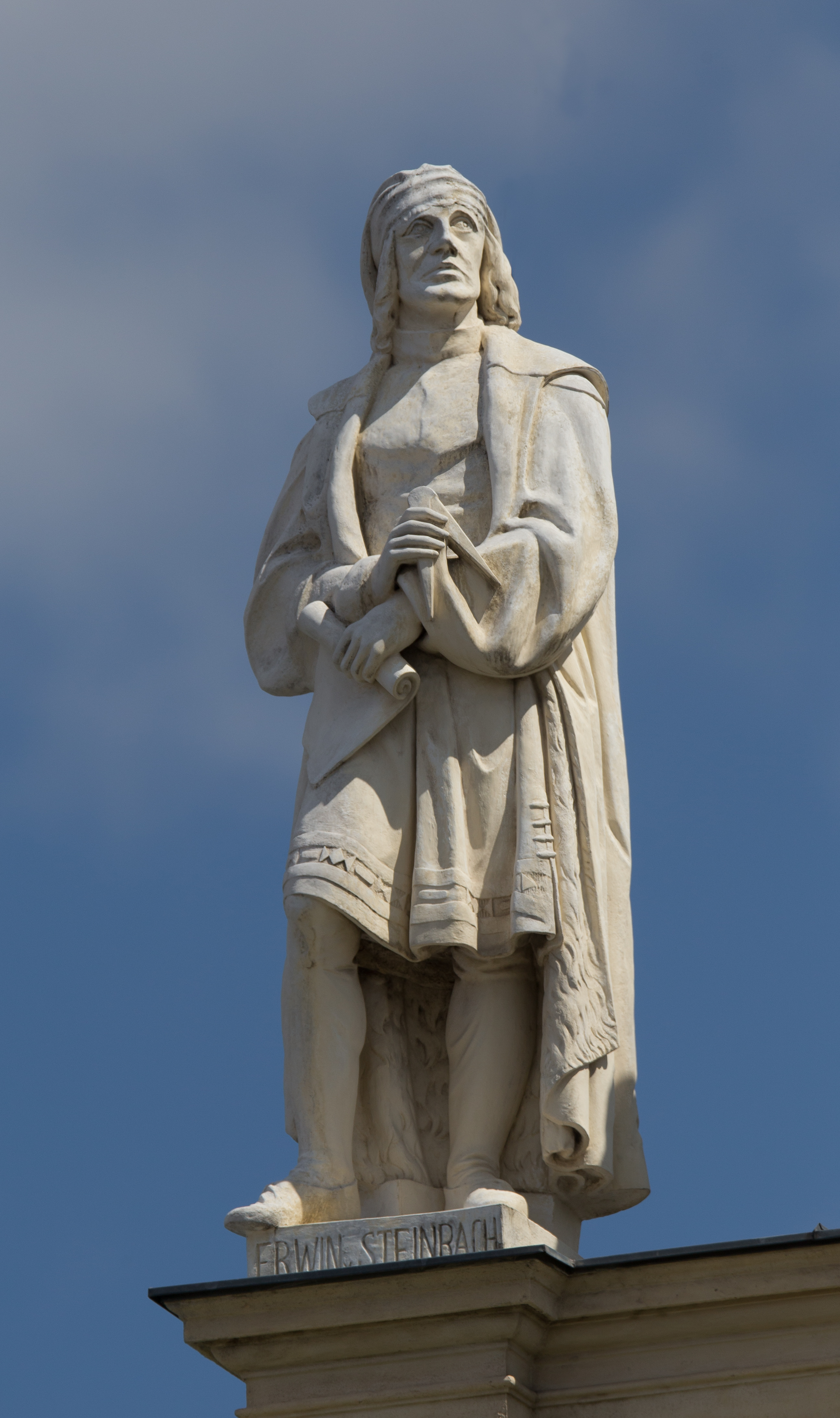
Figura Erwina von Steinbacha na dachu Muzeum Historii Sztuki w Wiedniu